# Mario Greco

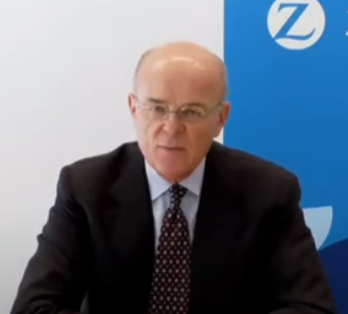
Mario Greco, 2021

Mario Greco (* 16. Juni 1959 in Neapel) ist ein italienischer Versicherungsmanager. Seit März 2016 leitet er die Zurich Insurance Group.

## Leben
Greco studierte Wirtschaftswissenschaften in Rom und an der University of Rochester in den Vereinigten Staaten. Nach seinem Studium arbeitete er von 1986 bis 1994 für das Unternehmen McKinsey in Mailand. Ab 1995 war er für das Versicherungsunternehmen RAS, eine Tochter der deutschen Allianz, tätig. Ab 2007 arbeitete Greco für die Zurich Insurance Group in der Schweiz. 2012 wechselte Greco als Nachfolger des bisherigen Leiters Giovanni Perissinotto zum italienischen Versicherungsunternehmen Assicurazioni Generali. Seit März 2016 leitet er als Group Chief Executive Officer und Mitglied der Konzernleitung die Zurich Insurance Group. Er folgte auf Martin Senn.
Greco wohnt in Küsnacht.